# Dürrenuhlsdorf
Dürrenuhlsdorf ist ein Ortsteil der Stadt Waldenburg im Landkreis Zwickau (Freistaat Sachsen) an der Grenze zu Thüringen. Die Gemeinde Dürrenuhlsdorf mit ihren Ortsteilen Franken, Schwaben und Schlagwitz wurde am 1. Januar 1999 nach Waldenburg eingemeindet.

## Geografie

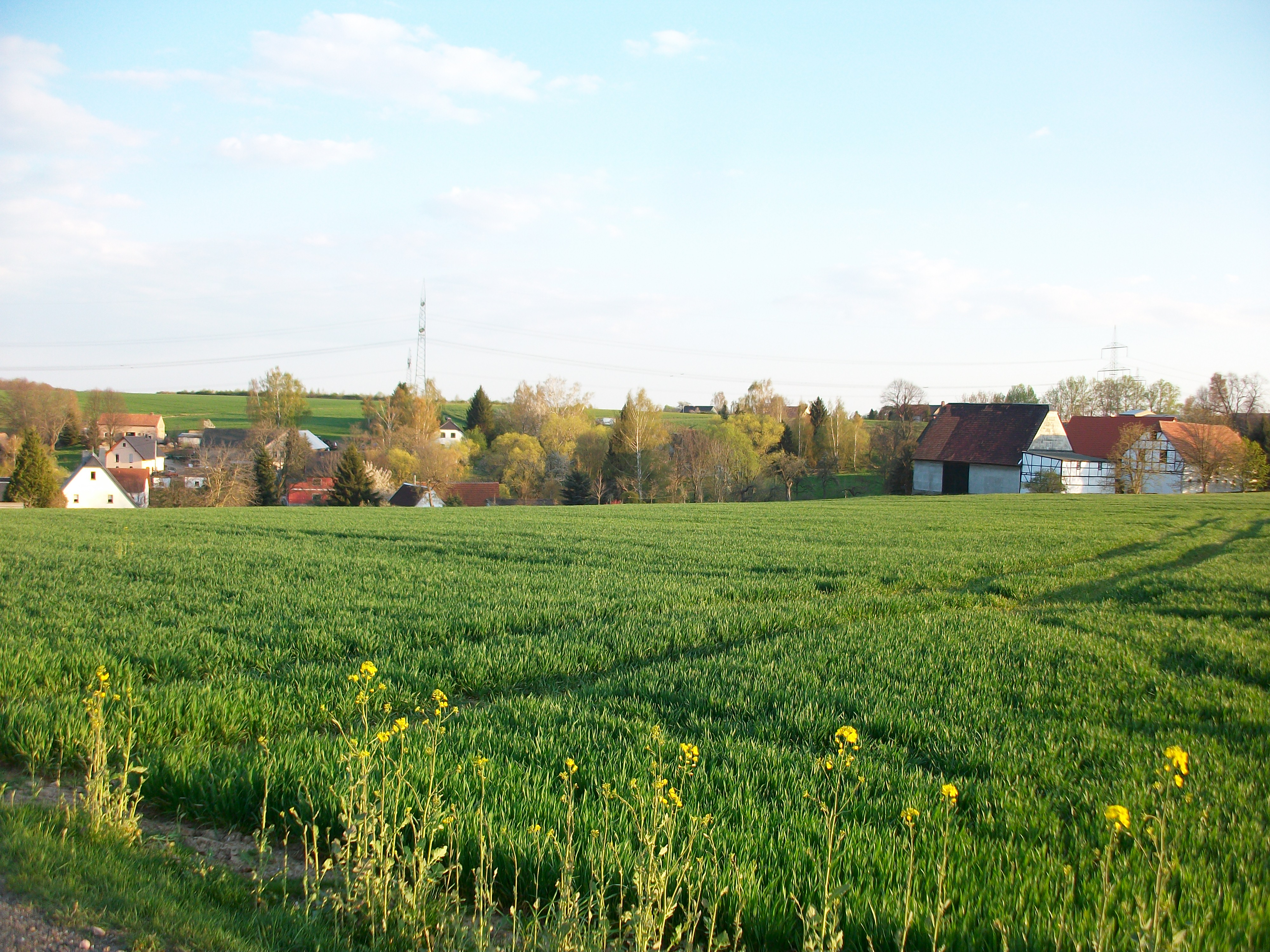
Blick auf Dürrenuhlsdorf

### Geografische Lage
Dürrenuhlsdorf liegt im nördlichen Stadtgebiet von Waldenburg an der Grenze zum Freistaat Thüringen (Altenburger Land). Der durch den Ort fließende Bach entwässert in die Zwickauer Mulde.

### Nachbarorte
|          | Franken                                     |            |
| Schwaben | Kompassrose, die auf Nachbargemeinden zeigt | Schlagwitz |
|          | Altwaldenburg                               |            |

## Geschichte

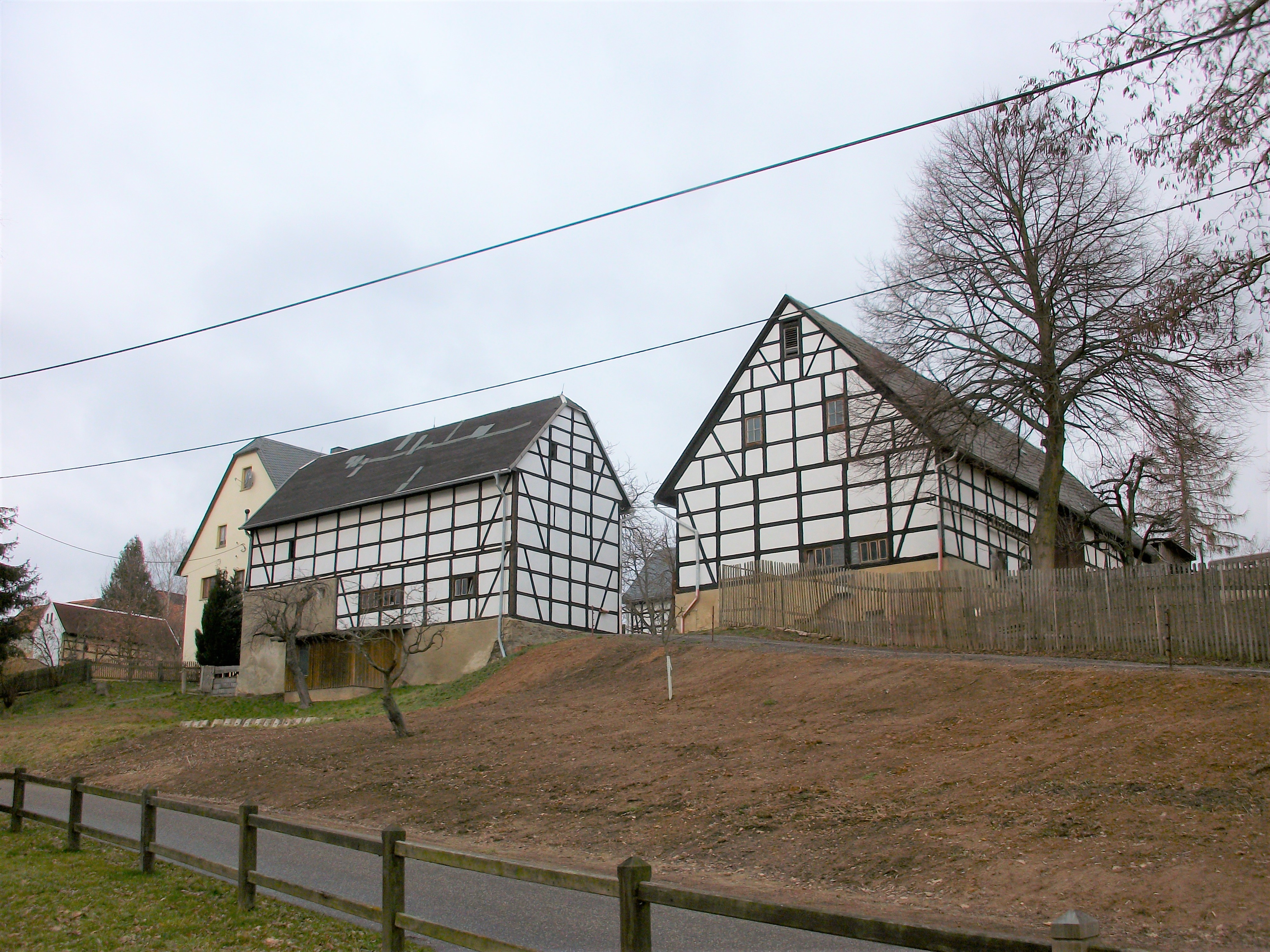
Fachwerkhaus in Dürrenuhlsdorf

Das Waldhufendorf Dürrenuhlsdorf wurde vermutlich im 12. Jahrhundert gegründet. Im Jahr 1493 wurde der Ort als „Dorn Olbersdorff“ und 1547 als „Durn Vllsdorff“ bezeichnet. Der Ortsname geht vermutlich auf einen Siedler namens Albert oder Albrecht bzw. Ulrich zurück. „Dürr“ hat die Bedeutung von trocken, karg, mager oder dornig, da der Ort auf einer trockenen Hochfläche lag. Kirchlich gehörte Dürrenuhlsdorf zunächst zu Schlagwitz, später zu Schwaben. Bezüglich der Grundherrschaft gehörte Dürrenuhlsdorf als Amtsdorf bis ins 19. Jahrhundert zur schönburgischen Herrschaft Waldenburg. Nachdem auf dem Gebiet der Rezessherrschaften Schönburg im Jahr 1878 eine Verwaltungsreform durchgeführt wurde, kam Dürrenuhlsdorf im Jahr 1880 zur neu gegründeten sächsischen Amtshauptmannschaft Glauchau. Dürrenuhlsdorf gehörte ab 1918 zum Freistaat Sachsen.
Am 1. Juli 1950 erfolgte die Eingemeindung von Franken und Schlagwitz. Durch die zweite Kreisreform in der DDR kam die Gemeinde Dürrenuhlsdorf im Jahr 1952 zum Landkreis Glauchau im Bezirk Chemnitz (1953 in Bezirk Karl-Marx-Stadt umbenannt). Am 1. Juli 1969 wurde Schwaben in die Gemeinde Dürrenuhlsdorf eingegliedert.
Die Gemeinde Dürrenuhlsdorf kam im Jahr 1990 zum sächsischen Landkreis Glauchau, der 1994 im Landkreis Chemnitzer Land bzw. 2008 im Landkreis Zwickau aufging. Mit der Eingemeindung der Gemeinde Dürrenuhlsdorf nach Waldenburg am 1. Januar 1999 wurden die vier Ortsteile von Dürrenuhlsdorf Ortsteile der Stadt Waldenburg.